# Ancara niveorbis
Ancara niveorbis là một loài bướm đêm trong họ Noctuidae.